# William Irving (Politiker)
William Irving (geboren am 15. August 1766 in New York; gestorben am 9. November 1821 ebenda) war ein amerikanischer Geschäftsmann, Politiker und Gelegenheitsschriftsteller.

## Lebenslauf
Irvings Eltern waren der schottische Auswanderer William Irving und seine englische Frau Sarah (geb. Sanders). 1763 waren sie nach New York ausgewandert und hatten mit einem Handelsunternehmen einen bescheidenen Wohlstand erworben. Sie hatten insgesamt elf Kinder, drei Töchter und acht Söhne; drei der Söhne starben jedoch als Säugling. William war der älteste der Geschwister; der jüngste war Washington Irving (1783–1859), der erfolgreichste amerikanische Schriftsteller seiner Zeit.
William Irving begann seine Karriere als Geschäftsmann und suchte das Irvingsche Familienunternehmen zu erweitern. Unter anderem versuchte er in den Pelzhandel mit den Indianern im Norden des Bundesstaats New York einzusteigen und ließ sich daher zwischenzeitlich in den Grenzsiedlungen Johnstown und Caughnawaga am Mohawk River nieder. Nach seiner Rückkehr heiratete er am 7. November 1793 Julia Paulding, eine Schwester James Kirke Pauldings. In der Folge war er aktiv am wirtschaftlichen und politischen Leben New Yorks beteiligt. 1807 gründete er mit seinem jüngeren Bruder Washington sowie seinem Schwager Paulding, mit denen er zuvor schon den literarischen Debattier- und Saufclub „The Lads of Kilkenny“ gegründet hatte, die satirische Zeitschrift Salmagundi, in der die drei in ihren nur mit verschiedenen Pseudonymen gezeichneten Beiträgen darin die Eliten der Stadt aufs Korn nahmen.
1812 wurde er von der Demokratisch-Republikanischen Partei als Nachfolger des zurückgetretenen Egbert Benson in das Repräsentantenhaus der Vereinigten Staaten bestellt. Sein Mandat wurde bei den folgenden Wahlen bestätigt, so dass er auch Mitglied des 14. und 15. Kongresses war. Insgesamt dauerte sein Mandat vom 22. Januar 1814 bis zum 3. März 1819. Zwei Jahre darauf verstarb er in New York.
Aus seiner Ehe mit Julia Paulding Irving gingen fünf Söhne und drei Töchter hervor. Der viertälteste Sohn, Pierre Munro Irving (1803–1876) wurde später als Sekretär, Nachlassverwalter und Biograf seines Onkels Washington Irving bekannt.